# Barranc de Santa Cecília (Torallola)
El Barranc de Santa Cecília és un barranc de l'antic terme de Toralla i Serradell, actualment inclòs en el terme municipal de Conca de Dalt, al Pallars Jussà. Aflueix directament en la Noguera Pallaresa, a l'embassament de Sant Antoni, a prop de Sant Joan de Vinyafrescal, dins del terme municipal de la Pobla de Segur.
Aquest barranc es forma a l'indret conegut com la Font Sobirana, al sud del Serrat de Gavarnes, 750 metres al nord-oest de Torallola. Al cap de poc passa per les Comes, a ponent del poble de Torallola, i poc després per la partida de Sant Roc. En aquest lloc entra en una vall encaixada pel Serrat de Castellets, al nord, i els plans de la Comadolera, al sud. Passa a prop de l'ermita que li dona nom, Santa Cecília de Torallola, i es va encaixant progressivament cada vegada més fins que arriba a prop i al sud de Sant Joan de Vinyafrescal.
Un cop superat el poble, entra en la plana de la Noguera Pallaresa on canvia sobtadament de direcció: fins ara el seu curs havia estat de nord-oest a sud-est, i de cop fa un angle recte en entrar a la plana i torç cap al nord-est. Passa al cap de poc ran i al nord de Casa Guitarra, on travessa la carretera C-13 i la via del tren, i s'aboca de seguida en les aigües de la Noguera Pallaresa, en el pantà de Sant Antoni.
Tot al llarg del seu curs no rep cap afluent significatiu.